# Walther Zander
Walther Zander (* 18. Juni 1938 in Hamburg; † 28. Oktober 2007 in Drage an der Elbe) war ein deutscher Keramiker, der zusammen mit seiner Ehefrau, Karin Zander (* 18. Januar 1941 in Prenzlau, Uckermark; † 22. Oktober 2008 in Drage an der Elbe) im gemeinsamen Atelier arbeitete.

## Leben
Beide absolvierten ihre Ausbildung und Lehrjahre (1958–1961) bei Gustav Grimm in Hamburg, wo Walther Zander 1961 sein eigenes Atelier eröffnete, das er ab 1962 zusammen mit seiner Frau Karin führte. Frühe Experimente mit Glasurtechniken für Gefäße und Baukeramiken sowie die Zusammenarbeit mit Architekten führten bald – vornehmlich im Rahmen gewonnener Ausschreibungen Kunst am Bau – zu zahlreichen Wandbildern und Reliefs, die bis heute Hamburger Gebäude zieren. Im Bereich der Gefäßkeramik standen aufgebautes und frei gedrehtes Steinzeug und Porzellan im Mittelpunkt ihrer Arbeiten, die bei Temperaturen von 1200–1300 °C im Elektroofen gebrannt wurden. Eine besondere Vorliebe der Zanders galt dabei sehr dünnwandig ausgedrehten Schalen, Dosen und Vasen sowie doppelwandigen Kummen mit weich gerundeten, griffigen Rändern. Die Zanders verwendeten verschiedene Feldspat-, Kristall- und Lehmglasuren in Verbindung mit zum Teil neuartigen Glasurtechniken.

## Werke in öffentlichen Sammlungen
- Kunstgewerbemuseum Schloss Charlottenburg, Berlin
- Focke-Museum, Bremen
- Kunstsammlung der Veste Coburg[2]
- Kulturhistorisches Museum der Stadt Dortmund
- Keramion, Frechen
- Museum für Kunst und Gewerbe, Hamburg
- Kulturgeschichtliches Museum Osnabrück
- Emslandmuseum Schloss Clemenswerth, Sögel
- Württembergisches Landesmuseum, Stuttgart[3]

## Ehrungen
Walther und Karin Zander, die zu den bekanntesten norddeutschen Keramikern gehören, erhielten 1988 den Justus-Brinckmann-Preis des Hamburger Museums für Kunst und Gewerbe (MK&G). 2006 wurden sie für ihr Kunstprojekt „Marschkunst – Kunstmarsch“ mit dem „Bürgerpreis für den Landkreis Harburg“ ausgezeichnet.